# Grand Grèbe
Podiceps major
Espèce
Statut de conservation UICN

 LC  : Préoccupation mineure
Synonymes
- Colymbus major
- Podicephorus major

Le Grand Grèbe (Podiceps major) est une espèce d'oiseaux aquatiques appartenant à la famille des Podicipedidae.

## Nomenclature
Il se nomme huala ou macá grande en espagnol.

## Description

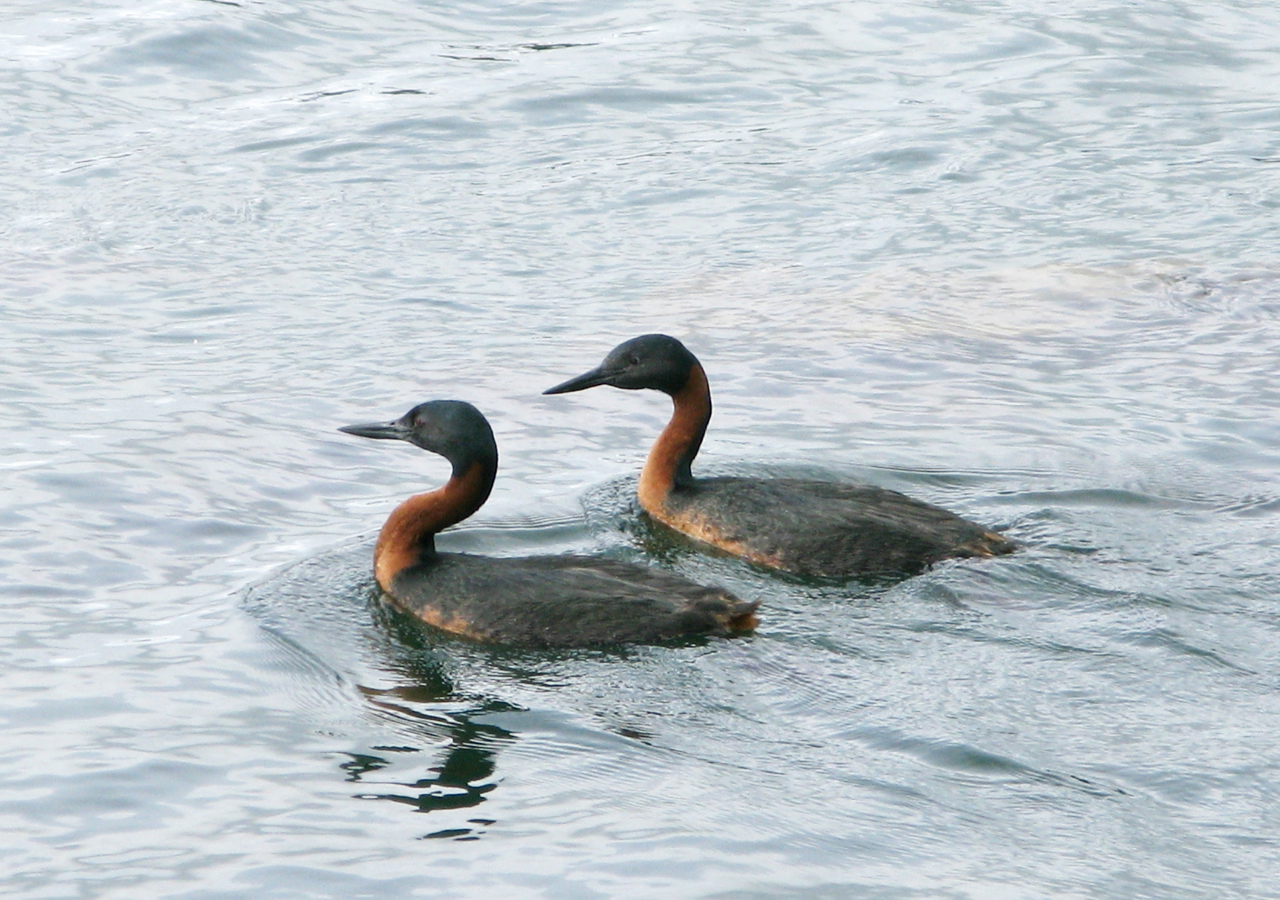
un coupe en plumage nuptial

C'est un oiseau relativement grand (60 à 78 cm) avec un long cou, un long et fin bec. Deux types de plumage : nuptial (le cou est dans les tons de couleur marron) ; de « repos » (le cou est dans les tons gris clair)

## Comportement
Solitaire ou en couple et quelquefois en groupe dispersé. Très maladroit sur la terre, on le retrouve le long des rives, des côtes. On l'observe rarement en vol. Il se nourrit de petits poissons qu'il capture en plongeant à la manière des Cormorans. Très territorial il défend avec beaucoup d'énergie et d'agressivité son espace de vie des autres membres de l'espèce. Il construit son nid en une forme de « plate-forme » flottante avec de la végétation aquatique. La copulation se fait dans le nid. Il peut il y avoir jusqu'à trois œufs de couleur crème. Si les parents s'absentent du nid, ils recouvrent les œufs de végétation.

## Habitat
Lacs, étangs, baie d'eau douce mais aussi le long des côtes océaniques plus spécialement d'octobre à avril.

## Sous-espèces
D'après la classification de référence (version 14.1, 2024) de l'Union internationale des ornithologues, le Grand Grèbe possède 2 sous-espèces :
- Podiceps major major (Boddaert, 1783) : littoral péruvien ; Paraguay, Rio Grande do Sul, Patagonie et centre du Chili ;
- Podiceps major navasi Manghi, 1984 : Chili (au sud du fleuve Bío Bío).